# Lettische Badmintonmeisterschaft 2021
Die Lettische Badmintonmeisterschaft 2021 fand vom 9. bis zum 10. Oktober 2021 in Talsi statt.

## Medaillengewinner
| Disziplin    | Gold                                 | Silber                          | Bronze                                  |
| ------------ | ------------------------------------ | ------------------------------- | --------------------------------------- |
| Herreneinzel | Niks Podosinoviks                    | Andis Bērziņš                   | Artūrs Akmens                           |
| Dameneinzel  | Ieva Pope                            | Diāna Stognija                  | Anna Kupča                              |
| Herrendoppel | Edijs Līviņš Toms Preinbergs         | Pauls Gureckis Kārlis Vidass    | Ardis Daniels Bedrītis Teodors Kerimovs |
| Damendoppel  | Anna Kupča Jekaterina Romanova       | Ieva Pope Diāna Stognija        | Monika Radovska Kristīne Šefere         |
| Mixed        | Teodors Kerimovs Jekaterina Romanova | Toms Preinbergs Kristīne Šefere | Ardis Daniels Bedrītis Anna Kupča       |